# 圣瑟努
圣瑟努（法語：Saint-Senoux，法語發音：[sɛ̃ sənu]）是法国伊勒-维莱讷省的一个市镇，位于该省中南部偏西，属于勒东区。

## 地理
圣瑟努（47°54'21"N, 1°47'16"W）面积18.29 平方千米，位于法国布列塔尼大區伊勒-维莱讷省，该省份为法国西北部沿海省份，位于布列塔尼半岛东部，北濒大西洋，西接阿摩尔滨海省和莫尔比昂省，南至大西洋卢瓦尔省，西南端接曼恩-卢瓦尔省，东临马耶讷省，东北与芒什省接壤。
与圣瑟努接壤的市镇（或旧市镇、城区）包括：吉尚、孔特堡、吉尼昂、普莱沙泰勒、圣马洛德菲利。

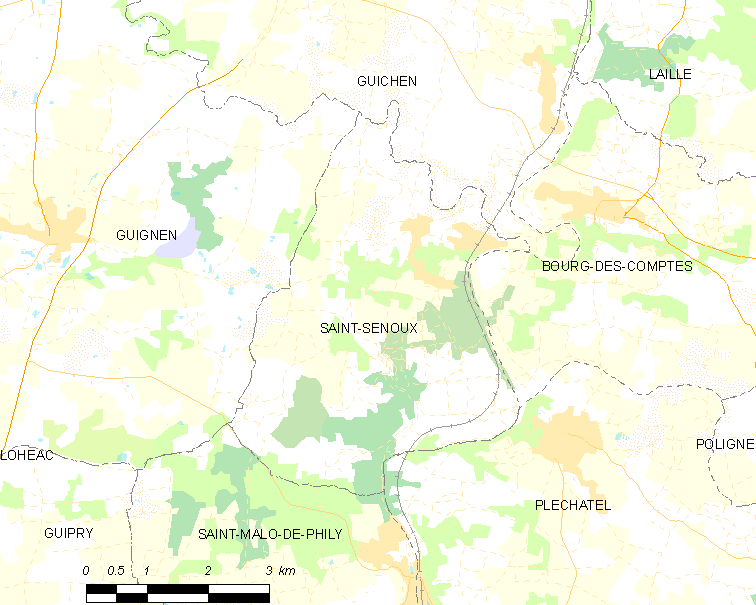
圣瑟努的OSM定位图

圣瑟努的时区为UTC+01:00、UTC+02:00（夏令时）。

## 行政
圣瑟努的邮政编码为35580，INSEE市镇编码为35312。

## 政治
圣瑟努所属的省级选区为吉尚县。

## 人口

1962-2008年间圣瑟努人口变化图示

圣瑟努于2022年1月1日时的人口数量为1836人。